# Ulrich von Zatzikhoven
Ulrich von Zaktikhoven fue un escritor medieval alemán del ciclo artúrico.
Su obra más conocida es Lanzelet, probablemente redactada en 1193, adaptación en alemán del mito, pero con una visión diferente de la de Chrétien de Troyes.
Su nombre proviene de su origen geográfico  (Zezikon) y se conocen pocas cosas sobre su vida, pero se acepta la idea de que Zaktikhoven era Uolricus de Cecinchoven, un sacerdote de Lommis en Thurgau citado en un documento en 1214.